# Aphonopelma vorhiesi
Aphonopelma vorhiesi là một loài nhện trong họ Theraphosidae.
Loài này thuộc chi Aphonopelma. Aphonopelma vorhiesi được Ralph Vary Chamberlin & Wilton Ivie miêu tả năm 1939.